# Donald Scott (boxe anglaise)
Pour les articles homonymes, voir Donald Scott.
Donald Scott est un boxeur britannique né le 23 juillet 1928 à Derby et mort le 13 février 2013 dans la même ville.

## Carrière
Sa carrière amateur est principalement marquée par une médaille d'argent remportée aux Jeux olympiques d'été de 1948 à Londres dans la catégorie des poids mi-lourds.

### Jeux olympiques
Médaille d'argent en -80 kg aux Jeux de 1948 à Londres.

## Référence
1. ↑  (en) Résultats des Jeux olympiques 1948 (amateur-boxing.strefa.pl)